# Karanggondang (Karangkobar)
Pour les articles homonymes, voir Karanggondang.
Karanggondang est un village indonésien du kecamatan (canton) de Karangkobar, kabupaten (département) de Banjarnegara, province de Java central.